# Selebi Phikwe
Selebi Phikwe är en flygplats i Botswana. Den ligger i den östra delen av landet, 300 km nordost om huvudstaden Gaborone. Selebi Phikwe ligger 891 meter över havet.
Terrängen runt Selebi Phikwe är platt. Närmaste större samhälle är Selebi-Phikwe, 8,9 km norr om Selebi Phikwe.
Omgivningarna runt Selebi Phikwe är huvudsakligen savann. Runt Selebi Phikwe är det mycket glesbefolkat, med 6 invånare per kvadratkilometer.